# Le Minihic-sur-Rance
Le Minihic-sur-Rance est une commune française située dans le département d'Ille-et-Vilaine en région Bretagne, peuplée de 1 499 habitants.

## Géographie

### Situation
Le territoire du Minihic-sur-Rance, étendu sur 391 hectares, se situe sur la rive gauche de la Rance, bordé au nord et à l'ouest par Pleurtuit et voisin au sud par Langrolay-sur-Rance.
|           |                                     |                      |
| Pleurtuit | Minihic-sur-Rance                   | Estuaire de la Rance |
|           | Langrolay-sur-Rance (Côtes-d'Armor) |                      |

La commune est limitrophe des Côtes-d'Armor, limite matérialisée par le ruisseau de la Houssaye. Son altitude est comprise entre 0 et 61 m.

### Cadre géologique

Carte géologique du Massif armoricain, avec au nord-est le batholite mancellien et ses nombreux plutons de granite cadomien (Trégor, Lanhélin, Louvigné, Vire, Avranches…). Ce batholite dessine une ellipse de 150 km (d'Alençon à la Rance) sur 90 km (de Vitré à Vire).

Le Minihic est localisée dans la partie médiane du domaine nord armoricain, unité géologique du Massif armoricain qui est le résultat de trois chaînes de montagne successives. Le site géologique de Le Minihic se situe plus précisément dans un bassin sédimentaire essentiellement briovérien limité au sud par un important massif granitique cadomien, le pluton de Lanhélin qui fait partie d'un ensemble plus vaste, le batholite mancellien,.
L'histoire géologique de la région est marquée par le cycle cadomien (entre 750 et 540 Ma) qui se traduit par la surrection de la chaîne cadomienne qui devait culminer à environ 4 000 m. À la fin du Précambrien supérieur, les sédiments briovériens environnants sont fortement déformés, plissés et métamorphisés par l'orogenèse cadomienne qui implique un fort épaississement crustal, formant essentiellement des schistes et des gneiss matérialisés dans la région  par la bande de « schistes et gneiss de Langrolay ». L'épaississement, consécutif à l'écaillage tectonique du domaine orogénique, provoque la fusion crustale à l'origine de la mise en place des dômes anatectiques (migmatites de Guingamp et Saint-Malo, développées aux dépens des sédiments briovériens) qui est datée entre 560 et 540 Ma. Les massifs granitiques du Mancellien scellent la fin de la déformation ductile de l'orogenèse cadomienne.
Les micaschistes et paragneiss à grain fin, en bancs décimétriques et finement foliés, affleurent dans l'anse de la Landriais, au niveau du chantier naval. Une évolution très nette du métamorphisme et de l'intensité de la déformation peut être constatée par comparaison avec l'affleurement de Langrolay-sur-Rance.

### Hydrographie
Pour un article plus général, voir Réseau hydrographique d'Ille-et-Vilaine.
La commune est située dans le bassin Loire-Bretagne. Elle est drainée par la Houssaye,.

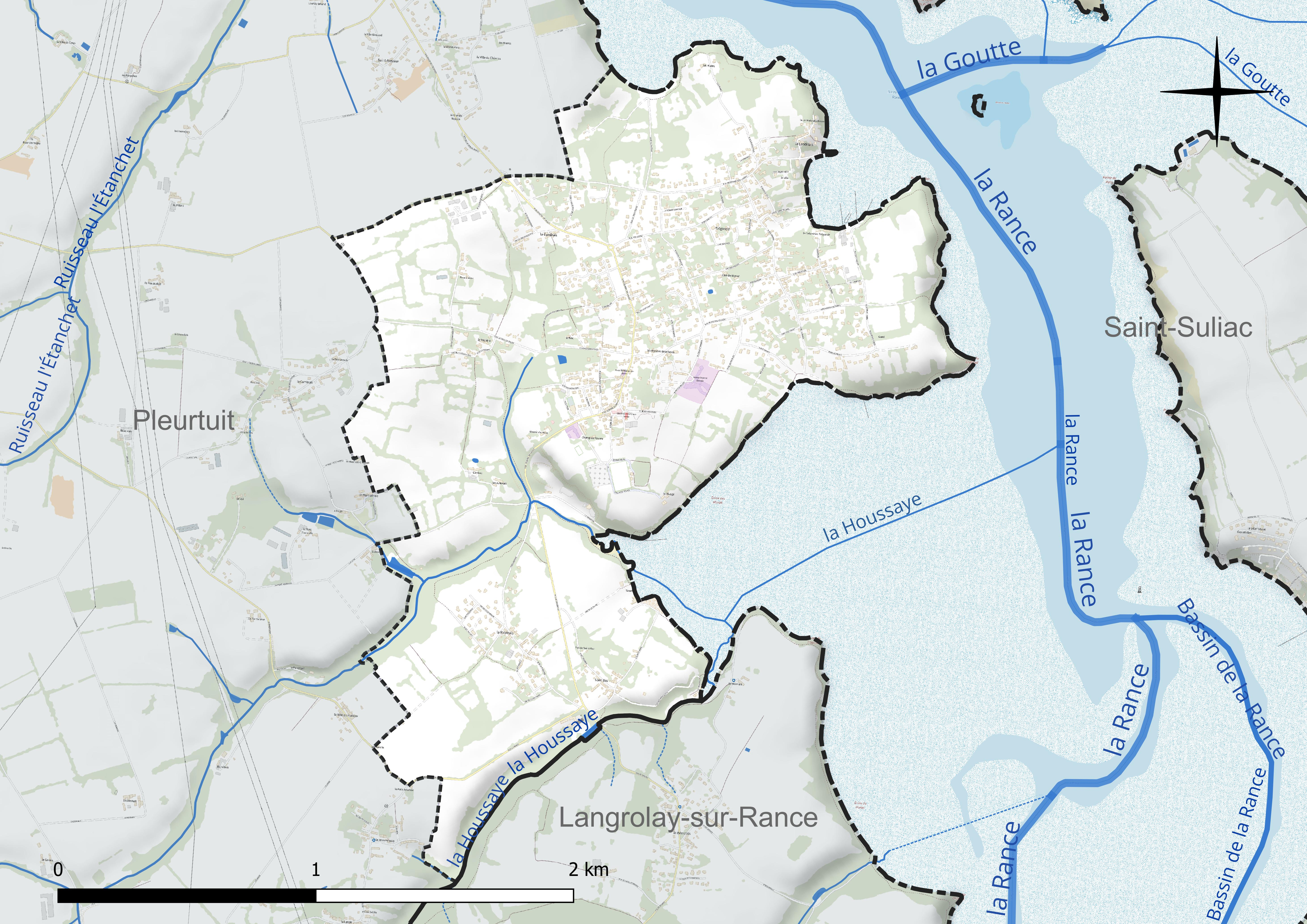
Réseau hydrographique du Minihic-sur-Rance.

### Climat
Pour des articles plus généraux, voir Climat de la Bretagne et Climat d'Ille-et-Vilaine.
En 2010, le climat de la commune est de type climat océanique franc, selon une étude du CNRS s'appuyant sur une série de données couvrant la période 1971-2000. En 2020, Météo-France publie une typologie des climats de la France métropolitaine dans laquelle la commune est exposée à un climat océanique et est dans la région climatique  Bretagne orientale et méridionale, Pays nantais, Vendée, caractérisée par une faible pluviométrie en été et une bonne insolation. Parallèlement l'observatoire de l'environnement en Bretagne publie en 2020 un zonage climatique de la région Bretagne, s'appuyant sur des données de Météo-France de 2009. La commune est, selon ce zonage, dans la zone « Intérieur », exposée à un climat médian, à dominante océanique.
Pour la période 1971-2000, la température annuelle moyenne est de 11,4 °C, avec une amplitude thermique annuelle de 11,8 °C. Le cumul annuel moyen de précipitations est de 694 mm, avec 11,8 jours de précipitations en janvier et 6,5 jours en juillet. Pour la période 1991-2020, la température moyenne annuelle observée sur la station météorologique la plus proche, située sur la commune de Pleurtuit à 3 km à vol d'oiseau, est de 11,9 °C et le cumul annuel moyen de précipitations est de 752,0 mm,. Pour l'avenir, les paramètres climatiques de la commune estimés pour 2050 selon différents scénarios d'émission de gaz à effet de serre sont consultables sur un site dédié publié par Météo-France en novembre 2022.

## Urbanisme

### Typologie
Au 1er janvier 2024, Le Minihic-sur-Rance est catégorisée bourg rural, selon la nouvelle grille communale de densité à sept niveaux définie par l'Insee en 2022.
Elle est située hors unité urbaine. Par ailleurs la commune fait partie de l'aire d'attraction de Saint-Malo, dont elle est une commune de la couronne,. Cette aire, qui regroupe 35 communes, est catégorisée dans les aires de 50 000 à moins de 200 000 habitants,.
La commune, bordée par la Manche, est également une commune littorale au sens de la loi du 3 janvier 1986, dite loi littoral. Des dispositions spécifiques d'urbanisme s'y appliquent dès lors afin de préserver les espaces naturels, les sites, les paysages et l'équilibre écologique du littoral, tel le principe d'inconstructibilité, en dehors des espaces urbanisés, sur la bande littorale des 100 mètres, ou plus si le plan local d'urbanisme le prévoit.

### Occupation des sols
L'occupation des sols de la commune, telle qu'elle ressort de la base de données européenne d'occupation biophysique des sols Corine Land Cover (CLC), est marquée par l'importance des territoires agricoles (66,3 % en 2018), une proportion identique à celle de 1990 (66,3 %). La répartition détaillée en 2018 est la suivante :
zones agricoles hétérogènes (46 %), zones urbanisées (27,4 %), terres arables (11,1 %), prairies (9,2 %), forêts (4,1 %), eaux maritimes (1,7 %), zones humides côtières (0,5 %). L'évolution de l'occupation des sols de la commune et de ses infrastructures peut être observée sur les différentes représentations cartographiques du territoire : la carte de Cassini (XVIIIe siècle), la carte d'état-major (1820-1866) et les cartes ou photos aériennes de l'IGN pour la période actuelle (1950 à aujourd'hui).

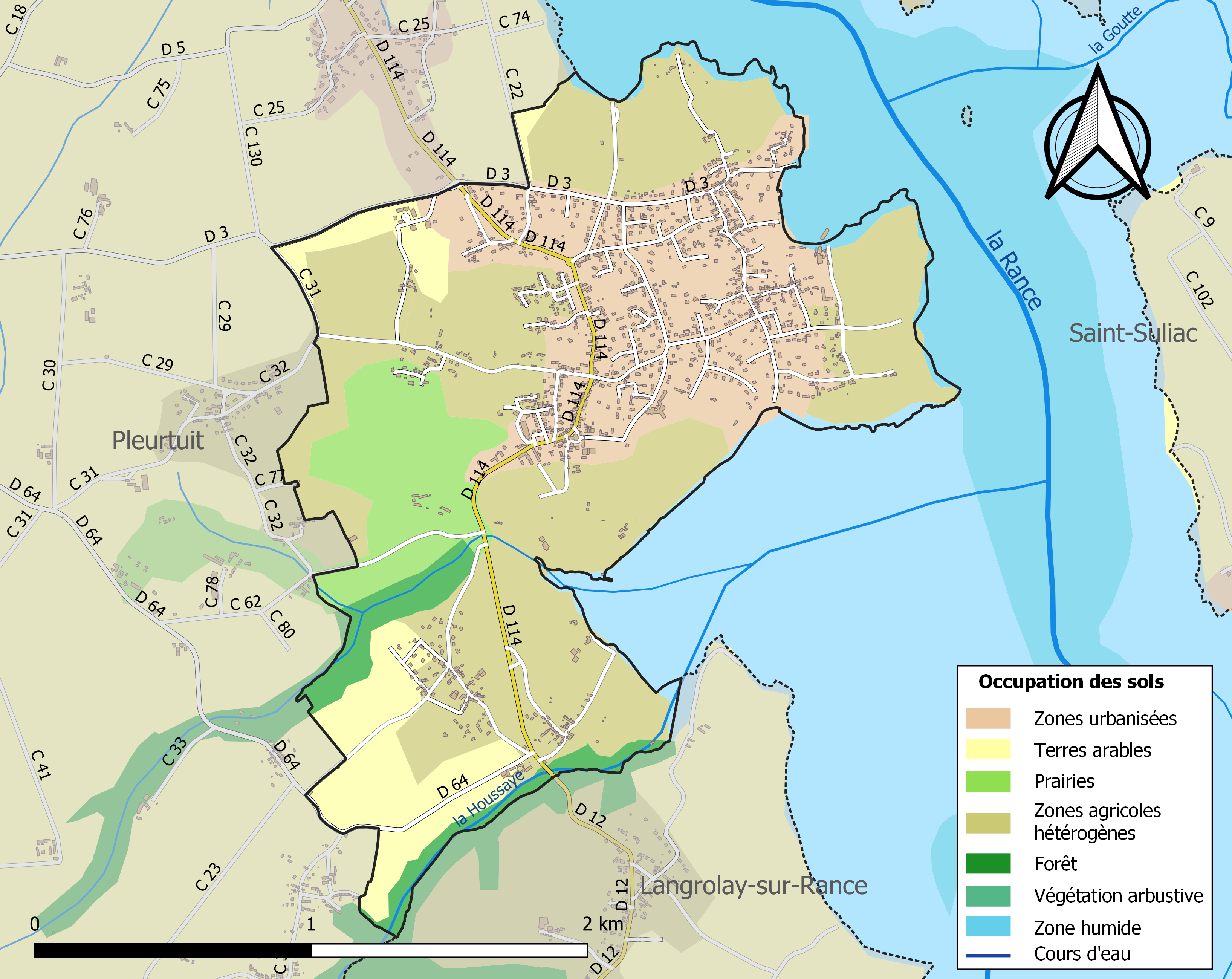
Carte des infrastructures et de l'occupation des sols de la commune en 2018 (CLC).

## Hydrographie
- Estuaire de La Rance.
- Le ruisseau de la Houssaye.

## Hameaux, clos et lieux-dits
- Le Minihy
- Les Adriais
- Auffenais
- Beauchesne
- Le Bignon
- La Basse Herviais
- Clos du Bignon
- Clos du chêne Hubi
- Clos Mervin
- Clos du Four
- Clos Fourre
- Clos Dore
- Cordouin
- La Croix Pelan
- Grand Ruet
- Le Grand Val
- Haute Rabinais
- Le Haut-Bignon
- La Fontaine Guyomard
- La Franchise
- Le Houx
- Houivette
- La Huliais
- Les Marais
- Montrivage
- Moulin de Garel
- Le Bignon
- La Gantière
- La Gauchiais
- La Gaudrais
- Guerouse
- La Goducais
- La Landriais
- L'Eclais
- Port Hue
- Houivette
- Les Perrons
- Les Pissois
- La Pointe des Hures
- Les Rochettes
- La Rabinais
- Les Reverdiers
- Saint-Bucq
- Les Salines
- Le Talue
- Trégonde
- La Vallée aux Renards
- La Ville Rochelle
- La ville-aux-Rats
- Les Vignets
- Les Vignes
- La Vieuxville

## Toponymie
Le nom de la localité est attesté sous les formes Menehy en 1474, le Ménihil en 1679, le Ménihic au XVIIIe siècle[réf. nécessaire].
Le toponyme est issu du vieux-breton manac'h, du latin monachus. Ce mot qui désignait un territoire appartenant aux moines, a pris ensuite le sens d'asile, de lieu de refuge. Le suffixe –ic n'a pas de signification étymologique affirmée. Il ne reste aucun vestige du passage des moines. Le mot minihi en gallo-romain signifie : lieu sacré, ce qui peut être rattaché aux minihys du Moyen Âge qui étaient des lieux d'asile, mais aucune source ne relate cet endroit.[réf. nécessaire]
Le Minic en gallo.

## Histoire
Au XVIIe siècle, Le Ménéhil est un simple bailliage formant cinq fiefs comprenant Cordouin, La Franchise, La Vieuxville, les Vignes et la Ville-aux-Rats.
À partir du XVIIe siècle, le Minihic apparaît comme un quartier excentré de la paroisse de Pleurtuit[réf. nécessaire]. Elle ne possède pas de chapelle en propre, mais trois qui sont domestiques et celle de Notre-Dame du Houx servait aux besoins spirituels des habitants de ce quartier.
En 1803, le père Gallet, curé de Pleurtuit, demanda l'érection d'un oratoire au Ménéhil. Une église y fut bâtie et le lieu érigé en paroisse. Louis-Philippe par une ordonnance royale du 3 juillet 1843 accorde cette faveur aux gens de Minihy. Ce fut Mgr Godefroy Brossay-Saint-Marc (1803-1878) qui le 17 août de la même année érigea la nouvelle paroisse et désigna Guillaume Ollivier comme recteur de 1843 à 1865.
Du XIXe au premier quart du XXe siècle, la construction navale en bois a permis le développement de la commune. La commune comptait 42 constructeurs de marine au XIXe siècle. Dans l'anse de La Landriais, il y eut jusqu'à huit chantiers navals. Vestige de ce glorieux passé, une cale sèche, en bois, qui permettait de mettre les bateaux au sec le temps des réparations nécessaires. Cette cale, construite vers 1908 ne servit qu'une trentaine d'années, victime de l'abandon de la voile et des constructions en bois. Abandonnée, elle se dégrada rapidement. En 1996, une association locale entreprit sa restauration qui s'acheva en 2008[réf. nécessaire]. Aujourd'hui cet édifice est inscrit à l'inventaire des monuments historiques.

## Politique et administration

### Liste des maires
| Période                                  | Période                  | Identité           | Étiquette | Qualité                                              |
| ---------------------------------------- | ------------------------ | ------------------ | --------- | ---------------------------------------------------- |
| ?                                        | 1966 (décès)             | Fernand Le Loroux  |           |                                                      |
| juin 1966                                | mars 1989                | André Deslandres   |           | Maire honoraire                                      |
| mars 1989                                | mars 2001                | Armel Thoreux      |           | Officier de marine marchande retraité                |
| mars 2001                                | janvier 2005 (démission) | Christian Vieau    |           | Chef de district EDF retraité                        |
| février 2005                             | mars 2008                | Armel Thoreux      |           | Officier de marine marchande retraité                |
| mars 2008                                | août 2012 (démission)    | Sylvie Barthélemy, | Droite    | Informaticienne                                      |
| octobre 2012                             | mars 2014                | François Moreau,   | Gauche    | Chef d'entreprise retraité, ingénieur en génie civil |
| mars 2014                                | 23 mai 2020              | Claude Ruaud       | DVG       | Retraité                                             |
| 23 mai 2020                              | En cours                 | Sylvie Sardin      |           | Cheffe d'entreprise                                  |
| Les données manquantes sont à compléter. |                          |                    |           |                                                      |

Le 1er août 2012, le Conseil des ministres dissout le conseil municipal sur proposition du préfet d'Ille-et-Vilaine. En cause, l'absence de budget pour les années 2010, 2011 et 2012, et l'absence de délibération depuis mai 2011.
À la suite d'une nouvelle élection, le nouveau conseil municipal est installé le 13 octobre 2012. François Moreau est élu maire.

## Population et société

### Démographie
L'évolution du nombre d'habitants est connue à travers les recensements de la population effectués dans la commune depuis 1846. Pour les communes de moins de 10 000 habitants, une enquête de recensement portant sur toute la population est réalisée tous les cinq ans, les populations de référence des années intermédiaires étant quant à elles estimées par interpolation ou extrapolation. Pour la commune, le premier recensement exhaustif entrant dans le cadre du nouveau dispositif a été réalisé en 2004.
En 2022, la commune comptait 1 499 habitants, en évolution de +4,68 % par rapport à 2016 (Ille-et-Vilaine : +5,46 %, France hors Mayotte : +2,11 %).
| 1846  | 1851  | 1856  | 1861  | 1866  | 1872  | 1876  | 1881  | 1886  |
| ----- | ----- | ----- | ----- | ----- | ----- | ----- | ----- | ----- |
| 1 412 | 1 285 | 1 322 | 1 450 | 1 364 | 1 378 | 1 398 | 1 263 | 1 149 |

| 1891  | 1896  | 1901 | 1906  | 1911 | 1921 | 1926 | 1931 | 1936 |
| ----- | ----- | ---- | ----- | ---- | ---- | ---- | ---- | ---- |
| 1 124 | 1 091 | 989  | 1 006 | 987  | 931  | 916  | 867  | 848  |

| 1946 | 1954 | 1962 | 1968 | 1975 | 1982 | 1990  | 1999  | 2004  |
| ---- | ---- | ---- | ---- | ---- | ---- | ----- | ----- | ----- |
| 827  | 730  | 747  | 721  | 791  | 978  | 1 148 | 1 267 | 1 295 |

| 2006  | 2009  | 2014  | 2019  | 2022  | - | - | - | - |
| ----- | ----- | ----- | ----- | ----- | - | - | - | - |
| 1 298 | 1 397 | 1 399 | 1 483 | 1 499 | - | - | - | - |

### Vie associative
• Les Pirates de l'Art 
- Association de la chapelle Saint-Buc
- VMEH, la Giraudais
- Rance Nature et Faune Sauvage
- ADIRP (déportés), et ACCA
- Action Sports Loisirs (gym-Tennis)
- Partager grandir
- RUN in RANCE
- Entente Sportive
- Yoga, AHYM-France
- Meneurs des bords de Rance
- Amis de la Baie de la Landriais
- L'Association des amis du peintre Geoffroy Dauvergne
- Association Rivage Culture et Animation
- Anciens Combattants
- ADMR
- Club des Ajoncs
- Comité des Fêtes
- Les Minih'Bouts
- Les P'tits Loups
- Associations des plaisanciers du Minihic-sur-Rance, 1
- Association Vigirance
- Notre-Dame de la Miette
- Bougeons ensemble, EHPAD Thomas-Boursin[38]
- Kateka

## Équipements

### Éducation
Une école primaire accueille environ 115 élèves.

### Fluviaux
Deux cales permettent l'accostage ou la mise à l'eau de petites embarcations, l'une en pierre à la Landriais, accessible en voiture, et l'autre en bois sur la grève de Garel, non accessible en voiture.
Depuis son chargement en sable, la grève de Garel est également la plage du Minihic, au gré des marées rythmées par le barrage de la Rance.
L'anse de Garel abrite environ 150 mouillages de bateaux de plaisance, en zone non échouable (variable selon le tirant d'eau).

### Hébergement
Un camping municipal, ouvert l'été, domine la Rance.

### Randonnée
Les berges de la Rance accueillent des chemins de randonnée tout le long du territoire de la commune, avec quelques passages où il est nécessaire de remonter à l'intérieur des terres, comme à l'anse de la Landriais. La Richardais au nord et Dinan au sud peuvent ainsi être reliées à pied.

### Santé
La commune est dotée d'un établissement d'hébergement pour personnes âgées dépendantes (EHPAD).

## Économie
La commune dispose de quelques commerces de proximité :
- agence postale ;
- bar ;
- boulangerie ;
- épicerie ;
- salon de coiffure ;
- dépôt et vente de meuble ;
- entreprise d'informatique.

Trois chantiers navals de plaisance sont implantés sur son territoire, l'un au Grand Val, à la sortie sud du village, un autre à Tanet et le dernier à la Landriais.

## Culture locale et patrimoine

### Lieux et monuments

#### Monuments historiques
La commune compte trois monuments historiques :
- La chapelle Sainte-Anne dite chapelle Saint-Buc, reconstruite en 1660, est la chapelle du manoir de Saint-Buc, lui-même entièrement reconstruit en 1755. Elle a été inscrite par arrêté du 29 décembre 1982[39],[40]. Elle appartient à la commune du Minihic-sur-Rance et sa sauvegarde et son animation sont assurées par l'Association de la chapelle Saint-Buc.
- Le manoir du Houx, édifié aux XVIIe et XVIIIe siècles, et sa chapelle, inscrits par arrêté du 15 novembre 1985[41].
- La cale sèche de la Landriais, implantée dans le chantier naval situé en bord de Rance. Elle a été construite en 1908 par le constructeur naval François Lemarchand. L'ouvrage a été inscrit par arrêté du 8 août 1996[42].

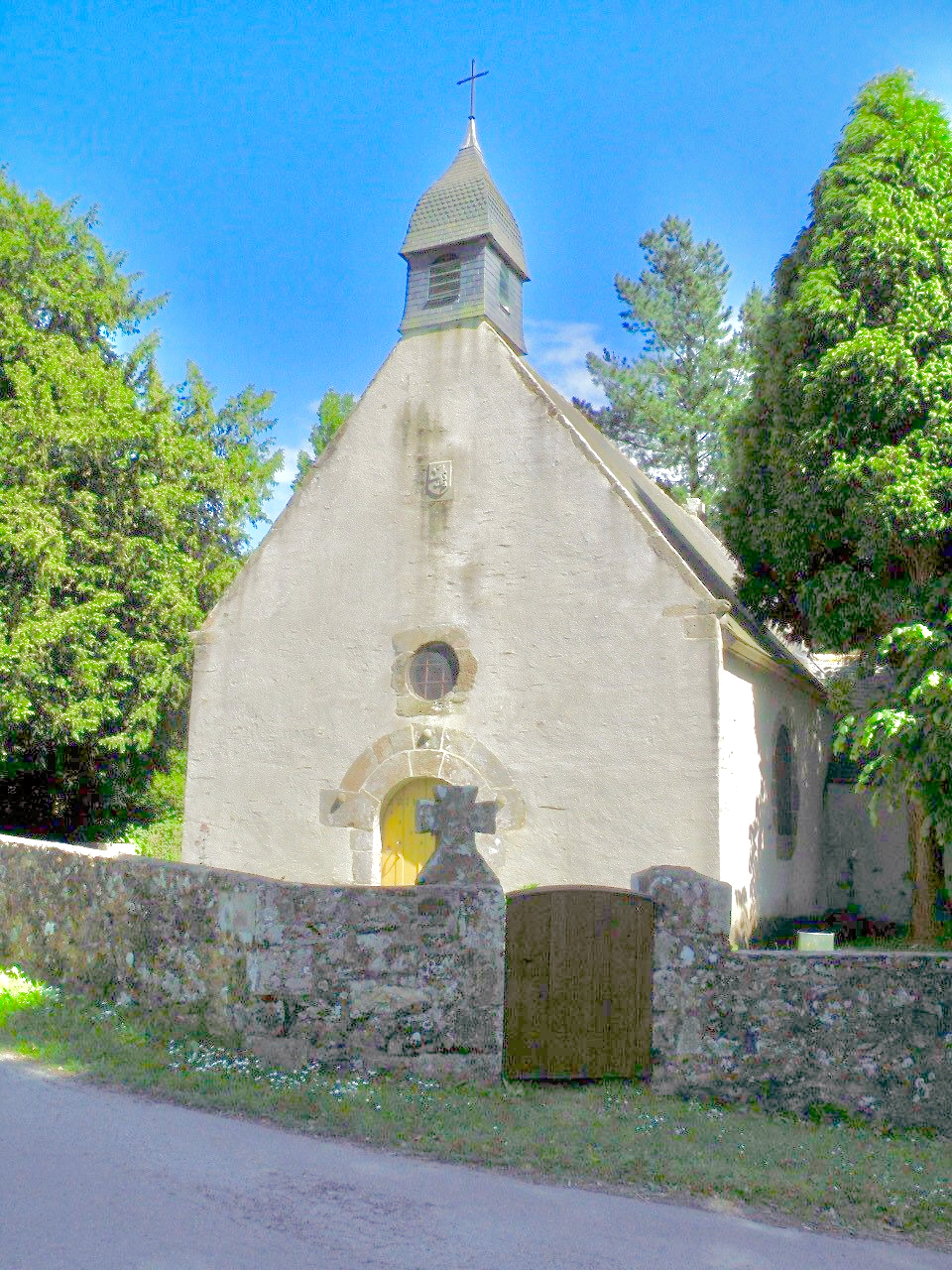
La chapelle Sainte-Buc.
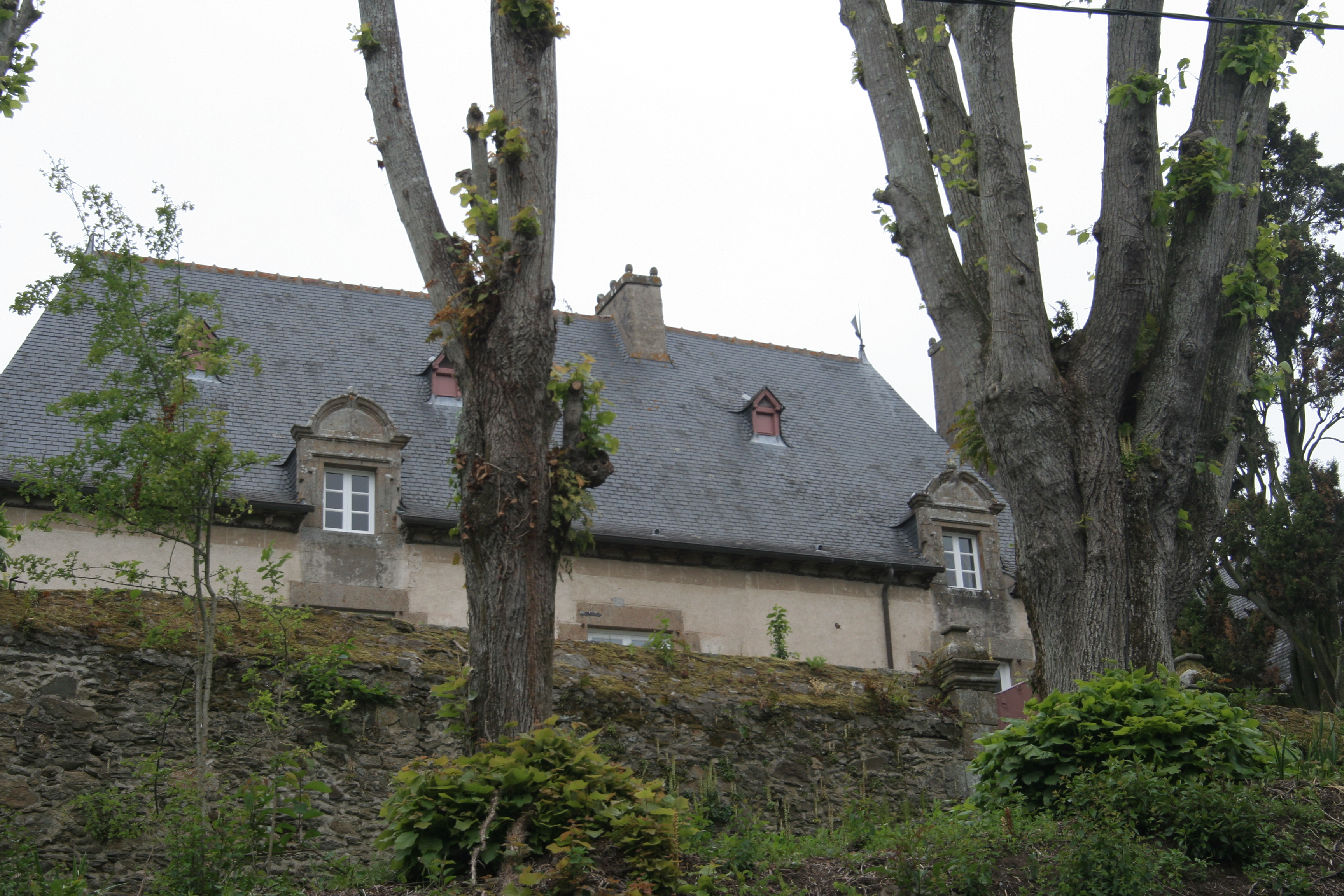
Le manoir du Houx.
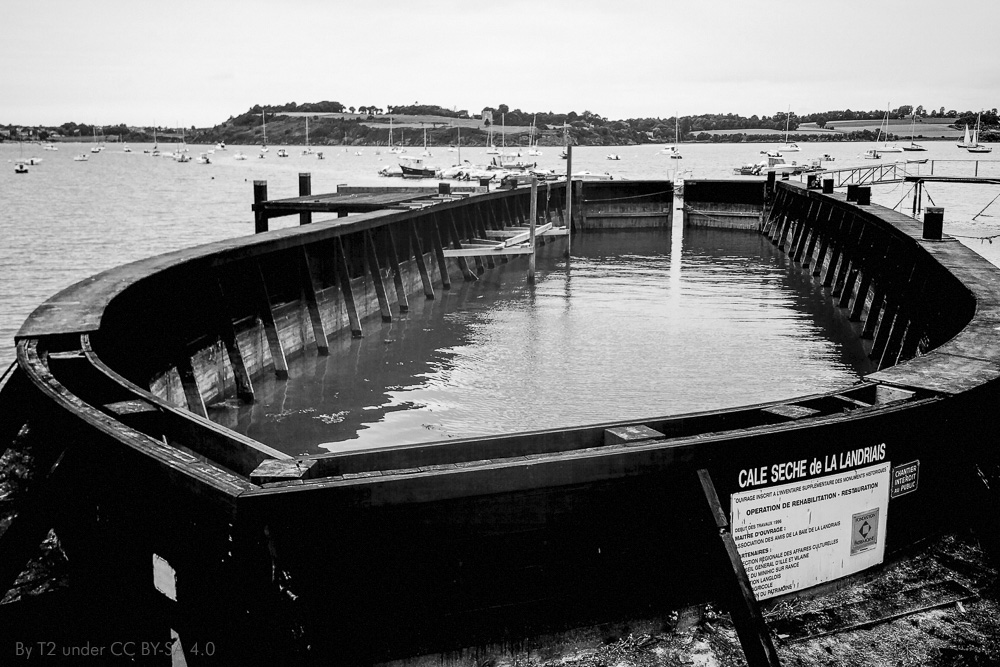
La cale sèche de la Landriais en 2016.

#### Autres monuments
- Buste de Marianne, plâtre sur socle par le sculpteur Albert Bourget[43].
- Le manoir de Montrivage, situé sur la route de Langrolais, appartenait à Vincent Gravé, sieur du Houx. Sa chapelle a disparu[44].
- Le manoir des Auffenais, du XVIe siècle ou avant, propriété de 1919 à 1945 des écrivains Jérôme et Jean Tharaud[45].
- Le château de Saint-Buc, qui a appartenu au sénateur Léon Jenouvrier[46].
- Le moulin à marée de Fosse Mort, à l'état de ruine. On peut y trouver les restes du moulin ainsi que son bassin de retenue avec le mur de fermeture. Au nord, il subsiste les ruines de logis avec dépendances assez importantes[47].
- Le moulin à marée de la Herviais, à l'état de ruines. On y trouve les restes du moulin ainsi que son bassin de retenue avec le mur de fermeture. Au sud-ouest, l'ancienne maison de meunier et sa dépendance ont été rénovés à la fin des années 1980[48].
- La chapelle Saint-Vincent de Montrivage (disparue).
- Le calvaire du Taluet, ou Talhuet, XVe siècle[49], en granit, le Christ entouré de la Vierge et de saint Jean, au verso, une Vierge à l'Enfant, situé à l'intersection de la rue du Général de Gaulle et de la rue de Bel-Air[50].

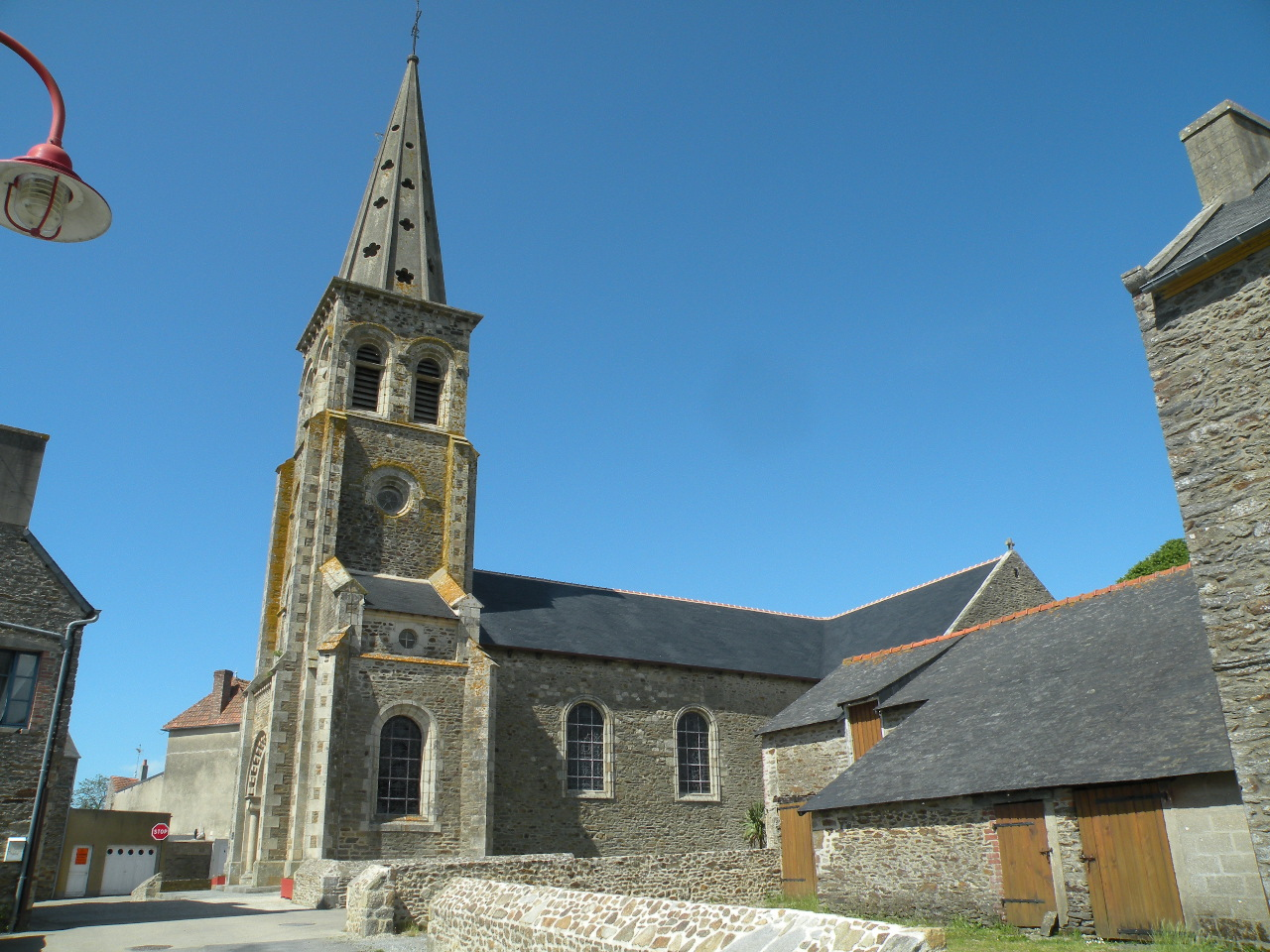
L'église Saint-Malo.
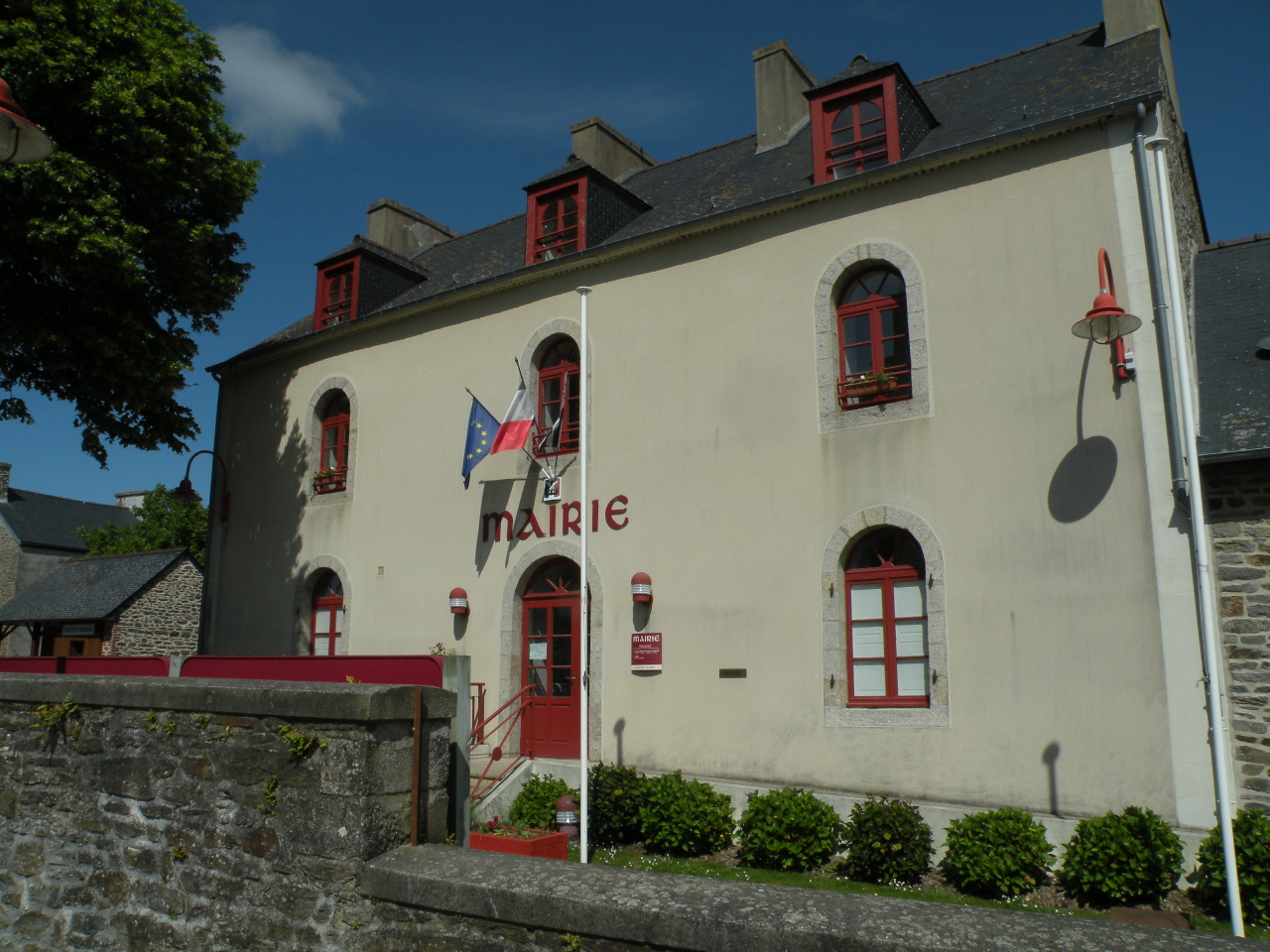
La mairie.
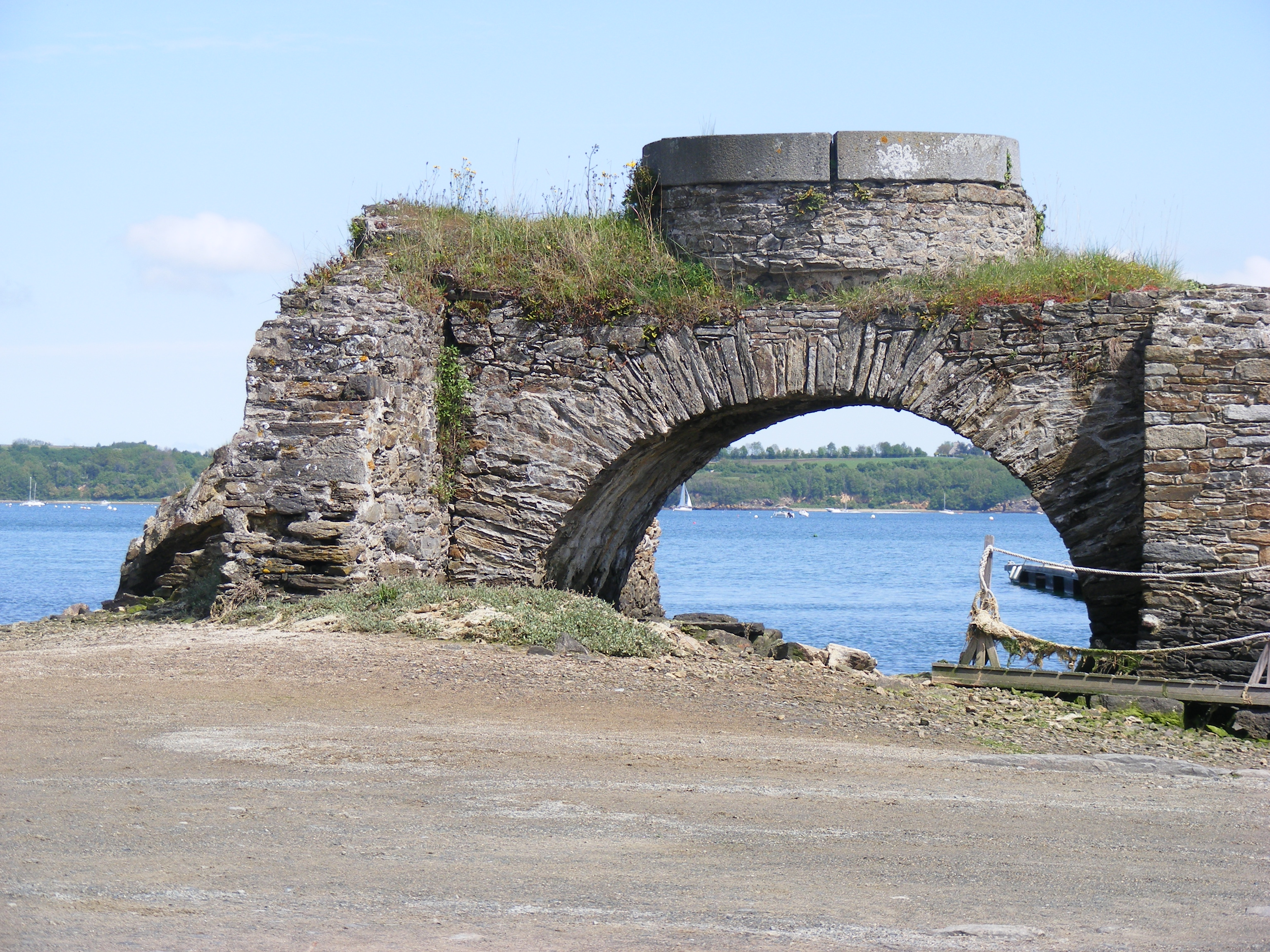
Moulin à marée de Fosse Mort.

### Personnalités liées à la commune
- Léon Jenouvrier (1846, Le Minihic-1932, Rennes), homme politique, sénateur.
- William Kennedy Laurie Dickson (1860, Le Minihic-1935), inventeur et pionnier du cinéma.
- Albert Bourget (1881, Le Minihic-1956), sculpteur.
- Louis-Joseph Lebret (1897, Le Minihic-1966, Paris), économiste et prêtre dominicain.
- Philippe de Dieuleveult (1951-1985), animateur de télévision, journaliste reporter d'images, inhumé au Minihic.
- Nolwenn Lemesle (1978), réalisatrice française, née au Minihic[51].